# Man vs.
Man vs. é uma série de televisão britânica de comédia de 2022, criada e escrita por Rowan Atkinson e William Davies. A primeira temporada da série, Man vs. Bee (bra: Homem x Abelha: A Batalha), consiste em nove episódios, cada um deles dirigido por David Kerr. É protagonizado por Atkinson no papel de Trevor, um homem azarado que se vê entrincheirado em uma batalha, na primeira temporada com uma abelha enquanto cuida da moderna mansão de um casal rico, e na segunda com um bebê. O elenco também inclui Jing Lusi, Claudie Blakley, Tom Basden, Julian Rhind-Tutt, Greg McHugh e India Fowler. 
Man vs. estreou na Netflix em 24 de junho de 2022 e recebeu críticas geralmente positivas. Uma segunda série, intitulada Man vs. Baby, está em produção.

## Enredo
Primeira temporada (2022)
O atrapalhado Trevor trabalha como cuidador de casas e é encarregado de tomar conta da mansão tecnológica de um casal milionário. Tudo parece estar indo bem, até Trevor começar a ser perturbado por uma abelha que não para de incomodá-lo. Disposto a tudo para se livrar do inseto, Trevor entra em uma verdadeira batalha contra a abelha, indo até as últimas consequências e instaurando o caos no local.

## Elenco
- Rowan Atkinson como Trevor Bingley
- Jing Lusi como Nina Kolstad-Bergenbatten, a dona da luxuosa mansão que Trevor cuida
- Julian Rhind-Tutt como Christian Kolstad-Bergenbatten, marido de Nina
- Greg McHugh como jardineiro
- India Fowler como Maddy Bingley, filha de Trevor
- Claudie Blakley como Jess Bingley, ex-esposa de Trevor
- Tom Basden como policial
- Gediminas Adomaitis como Marek, o ladrão
- Christian Alifoe como Karl, o ladrão
- Daniel Fearn como Lewis, o ladrão
- Chizzy Akudolu como a juíza
- Aysha Kala como a detetive

## Lançamento
A série foi anunciada em 13 de dezembro de 2020. O elenco e a data de lançamento foram anunciados em 14 de abril de 2022. O trailer foi lançado em 26 de maio de 2022. Os nove episódios foram lançados na Netflix em 24 de junho de 2022.

## Recepção
No Rotten Tomatoes, a série detém um índice de 71% de aprovação com base em 21 resenhas dos críticos, com uma nota média de 5,9/10. O Metacritic, que usa uma média ponderada, atribuiu à série uma pontuação de 69 em 100, com base em seis avaliações, indicando críticas "geralmente favoráveis".

## Prêmios e indicações
| Ano  | Prêmio                        | Categoria                     | Indicado    | Resultado |
| 2023 | 51º Emmy International Awards | Melhor Série de Curta Duração | Man vs. Bee | Indicado  |